# 아르메니아 의용대
아르메니아 의용대(아르메니아어: Հայ կամավորական ջոկատներ)는 제1차 세계 대전 당시 러시아 제국 육군에서 복무했던 아르메니아인들로 구성된 부대를 의미한다. 대부분의 의용대는 대대급으로 편성되었으며 러시아 제국 내의 아르메니아인들로 구성되었다. 아르메니아 의용대는 중동 전구의 다양한 전투에 참여했다. 아르메니아 의용대가 해체된 이후 의용대원들은 아르메니아 제1공화국의 군대에서 중추적인 역할을 했고, 일부는 아르메니아 혁명 연맹원이나 아르메니아 페다이로서 활동을 이어나갔다.

## 배경 및 설립
1914년 8월 제1차 세계 대전 당시 독일 제국이 러시아 제국에 선전포고하자, 캅카스 총독이었던 일라리온 보론초프다쉬코프는 트빌리시에 있던 아르메니아 지도자들에게 러시아 제국 육군 내에 아르메니아인들로 구성된 부대를 만들자고 제안했다. 아르메니아 지도자들은 일라리온 총독의 제안을 수렴하였고, 동아르메니아인들의 아르메니아 회의가 예레반, 트빌리시, 귬리에사 아르메니아인 징병을 담당했다.
아르메니아 의용대의 첫 부대는 1914년 8월에 창설되었다. 당시 캅카스 총독 일라리온은 아르메니아 의용대 창설을 위해 트빌리시 시장이었던 알렉산드르 카티시안, 민간 지도자 하콥 자브리예프 등과 상의했다. 아르메니아 의용대의 주요 목표는 "아르메니아인들의 영토를 해방하는 것"이었다. 러시아군이 점령한 몇몇 마을에서는 아르메니아 학생들이 군에 입대할 준비를 마쳤다. 러시아 캅카스군의 정규군을 제외하더라도, 약 20,000명의 아르메니아 비정규군이 오스만 제국에 맞서 싸우려고 하였으며, 보고스 누바르는 1919년 파리 평화 회의에서 전쟁 중 러시아 제국 내 의용군으로 참전한 아르메니아인이 200,000명이고 아르메니아 페다이가 약 40,000명이 될 것이라는 편지를 보냈다.

## 전투 서열

### 1914년

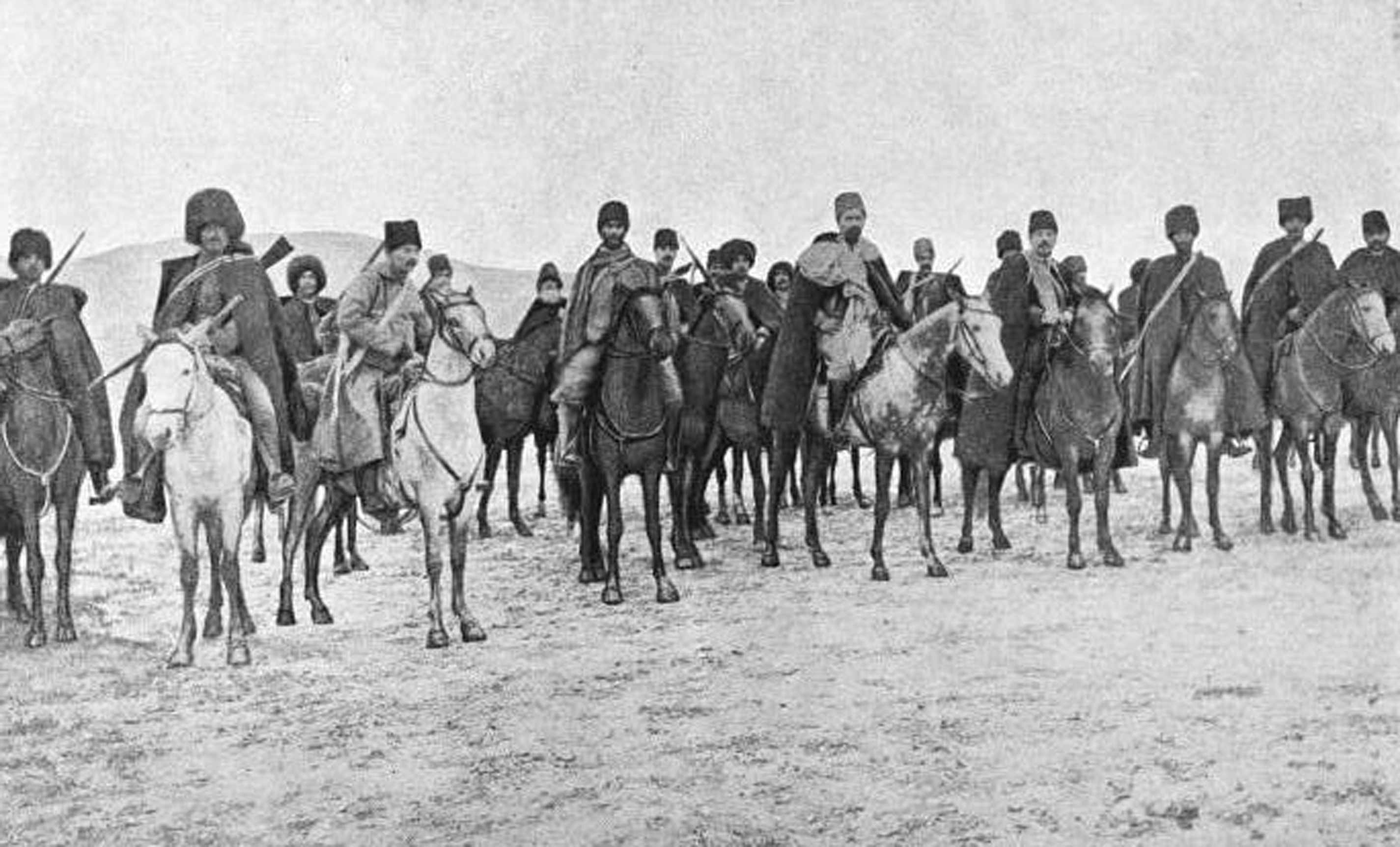
1914년 아르메니아 의용대의 주요 간부들을 찍은 사진

1914년 창설 당시 아르메니아 의용대는 캅카스 총독이었던 일리리온 보론초프다쉬코프가 사령관으로 있었으며, 총 4개의 대대와 1개의 연대를 두었다.
- 제1대대 (안드라니크 오자니안)
- 제2대대 (드라스타마트 카나얀, 아르멘 가로)
- 제3대대 (하마자스프 스르반드츠얀)
- 제4대대 (아르샤크 가파비안)
- 아라라트 연대 (사르기스 메흐라비얀)

안드라니크의 제1대대는 토프마스 나자르베키안의 군대와 함께 페르시아 전역에 배속되었고, 나머지 부대는 모두 캅카스 전역에 배치되었다. 1914년 엔베르 파샤는 러시아군을 공격하기 위해 반 지역으로 이동했지만 아르메니아 의용대 제4대대의 저항으로 24시간을 지체하고 말았다. 제4대대의 저항 덕분에 러시아 육군을 사리카미스 인근에 군대를 넉넉히 배치할 수 있었고, 결국 사리카미스 전투에서 오스만 제국 제3군은 궤멸되었다.

### 1915년
니콜라이 니콜라예비치가 캅카스 총독으로 있던 시절, 안드라니크 오자니안이 실질적인 아르메니아 의용대의 지도자가 되었다. 반 방어전이 벌어지는 동안 약 20,000명의 아르메니아 의용대가 러시아 제국 육군에 배속되었다. 러시아군은 1915년 5월 16일 반에 입성했다. 이후 1915년 10월 15일 반호에서 오스만 제국군과 러시아군 사이에서 전투가 벌어졌고 약 1,200명 이상의 아르메니아 의용대원이 죽거나 다쳤다.

### 1916년
아르메니아 사령관 휘하에서 싸우는 모든 의용대 분견대가 러시아 캅카스군 내에서 소총대대로 배치되었고 러시아 장교의 감독을 받았다. 1916년 1,000명 이상의 아르메니아 의용대원이 러시아군을 떠나 아르메니아 비정규군에 합류했다.

### 1917년
러시아 혁명 이후 러시아 제국 육군이 해체되면서 아르메니아 민족회의는 러시아가 점령한 지역의 의용대원들을 하나로 모으기 위해 노력했다. 이 계획은 캅카스 전역에 있는 아르메니아 의용대원들을 징집하는 것이었고, 이 목적에 따라 민족회의는 아르메니아 군사위원회를 발족하고 바그라두니 장군을 의장으로 임명했다.

## 같이 보기
- 아르메니아 페다이
- 아르메니아 군단 - 프랑스가 제1차 세계 대전 및 프랑스-튀르크 전쟁에서 운용했던 부대
- 아시리아 지원군 - 영국군 및 러시아군과 함께 싸웠던 아시리아인 자원부대